# Jan Frans Vercammen
Johannes Franciscus Vercammen (Deurne-Borgerhout, 19 november 1792 - Borgerhout, 24 november 1872) was een onderwijzer en waarnemend burgemeester van Borgerhout van 20 november 1864 tot 12 augustus 1865.
Vercammen was 20 jaar lang onderwijzer. In 1824 nam hij in Borgerhout een kostschool over. Hendrik Conscience werd hier op zijn 16e jaar als hulponderwijzer aangesteld door Vercammen.
Daarnaast vervulde Vercammen 32 jaar lang de functie van schepen in de gemeente Borgerhout en was hij er tevens waarnemend burgemeester.